# Anápolis

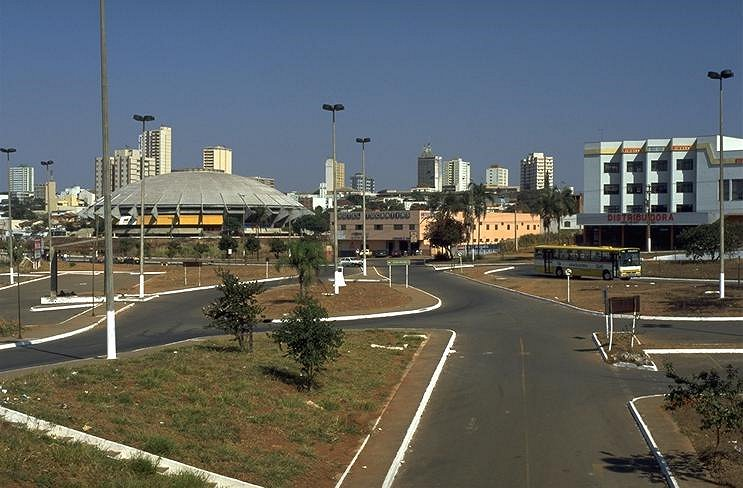
Centre de la ciutat d'Anápolis.

Anápolis és una ciutat de l'estat brasiler de Goiás. La seva població és 325 544 habitants en 2007.